# Kevin Peter Hall
Kevin Peter Hall (n. 9 mai1955 – d. 10 aprilie 1991) a fost un actor american care a interpretat în filme ca Misfits of Science, Prophecy, Without Warning și Harry and the Hendersons.

## Predator
Datorită staturii sale foarte înalte a primit numeroase roluri de monștri sau extraterești, cel mai faimos fiind rolul Predator din filmele științifico-fantastice de acțiune Predator (1987) și Predator 2 (1990).

## Star Trek: Generația următoare
A fost actorul care l-a interpretat pe Leyor în Star Trek: Generația următoare, episodul 8/sezonul 3 „The Price” din 1989. Anterior, Hall a fost luat în calcul pentru a interpreta în mod constant în acest serial unul din cele două personaje: Data sau Geordi La Forge.

## Filmografie
| An           | Titlu                                               | Rol                         | Note                                         |
| ------------ | --------------------------------------------------- | --------------------------- | -------------------------------------------- |
| 1979         | Prophecy                                            | Ursul mutant                | Nem.                                         |
| 1980         | Without Warning                                     | Extraterestru               | Men. ca Kevin Hall                           |
| 1982         | Mazes and Monsters                                  | Gorvil                      | Film TV                                      |
| 1983         | One Dark Night                                      | Eddie                       |                                              |
| 1984         | The Wild Life                                       | Bouncer                     | Men. ca Kevin Hall                           |
| 1984         | E/R                                                 | Donald Haines               | Episodul: "Mr. Fix-It"                       |
| 1985         | Night Court                                         | Wendell Martin              | Episodul: "Nuts About Harry"                 |
| 1985         | The Dukes of Hazzard                                | Floyd Malone                | Episodul: "Opening Night at the Boar's Nest" |
| 1985 to 1986 | Misfits of Science                                  | Dr. Elvin "El" Lincoln      | 16 episoade                                  |
| 1986         | Monster in the Closet                               | Montru                      |                                              |
| 1987         | Harry and the Hendersons                            | Harry                       |                                              |
| 1987         | Predator                                            | Predator/Pilot de elicopter |                                              |
| 1988         | Big Top Pee-wee                                     | Big John                    |                                              |
| 1989         | Rodney Dangerfield: Opening Night at Rodney's Place | Richard Small               | Special TV                                   |
| 1989         | Shannon's Deal                                      | Harry                       | Film TV                                      |
| 1989         | Star Trek: The Next Generation                      | Leyor                       | Episodul: "The Price"                        |
| 1989 to 1990 | 227                                                 | Warren Merriwether          | 11 episoade                                  |
| 1990         | Predator 2                                          | Predator                    |                                              |
| 1990 to 1991 | Harry and the Hendersons (serial TV)                | Harry                       | 4 episoade                                   |
| 1991         | Highway to Hell                                     | Charon                      |                                              |